# Матвієнко Ірина Яківна
Ірина Яківна Матвієнко (нар. 21 квітня 1904, Фащовка — пом. ?) — українська радянська скульпторка; членкиня Спілки радянських художників України.

## Біографія
Народидася 21 квітня 1904 олку в селі Фащовці (нині Шкловський район Могильовської області, Білорусь). У 1918 році навчалася у Художній студії Леонори Блох у Харкові. 1929 року закінчила Харківський інститут народної освіти. Упродовж 1929—1933 років навчалася на центральних курсах Головпрофнаросвіти при Асоціації художників революції в Москві у Володимира Сергєєва, Валентина Валєва, Федора Нєвєжина.
Жила у Києві в будинку на вулиці Дашавській № 27, квартира № 31.

## Творчість
Працювала у галузях станкової, монументальної та декоративної скульптури. Серед робіт:
- «Шахтар» (1934);
- композиція «Татарин» на фасаді Дніпропетровського Палацу культури (1936—1937);
- композиція «Доярка» для павільйону Української РСР на ВДНГ СРСР у Москві (1938—1939);
- портрет Героя Радянського Союзу Олександра Сабурова (1944, гіпс);
- портрет Героя Соціалістичної Праці колгоспниці Оксани Мартовщук (1949);
- пам'ятник загиблим воїнам у Рівному (1948);
- портрет М. М. Черес (1957, мармур);
- портрет організатора першого колгоспу в селі Левковичах Т. Невмержицького (1968, оргскло).

Брала участь у республіканських виставках з 1945 року, всесоюзних — з 1957 року.